# Disha Patani
Disha Patani är en indisk skådespelare född 13 juni 1992 i Bareilly i Indien. Hon började sin karriär med telugufilmen Loafer (2015), spelandes mot Varun Tej, och följde upp den med att spela den kvinnliga huvudrollen i sportfilmen M.S. Dhoni: The Untold Story (2016) på hindi och actionfilmen Baaghi 2 (2018).

## Filmografi

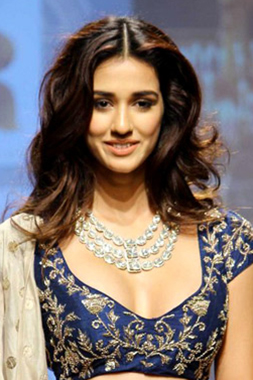
Patani 2017

| Films that have not yet been released | Betyder att filmen inte har släppts än |

| År   | Titel                        | Roll         | Regissör        | Språk                      | Kommentar        |
| ---- | ---------------------------- | ------------ | --------------- | -------------------------- | ---------------- |
| 2015 | Loafer                       | Mouni        | Puri Jagannadh  | Telugu                     |                  |
| 2016 | M.S. Dhoni: The Untold Story | Priyanka Jha | Neeraj Pandey   | Hindi                      |                  |
| 2017 | Kung Fu Yoga                 | Asmita       | Stanley Tong    | Kinesiska, engelska, hindi | Kinesisk film    |
| 2018 | Welcome to New York          | Sig själv    | Chakri Toleti   | Hindi                      | Cameoroll        |
| 2018 | Baaghi 2                     | Neha         | Ahmed Khan      | Hindi                      |                  |
| 2019 | Bharat                       | Radha        | Ali Abbas Zafar | Hindi                      | Under inspelning |

### Musikvideor
| År   | Titel     | Sångare                       | Kompositör |
| ---- | --------- | ----------------------------- | ---------- |
| 2016 | "Befikra" | Meet Bros, Aditi Singh Sharma | Meet Bros  |